# Іванченко Микола Кузьмич
Мико́ла Кузьми́ч Іва́нченко (4 листопада 1904, Київ, Київська губернія, Російська імперія — 4 травня 1970, Київ, Українська РСР, СРСР) — український радянський архітектор. Член правління Спілки архітекторів України.

## Біографія
Народився 1904 року в Києві (нині Україна) в родині службовця. У 1934 році закінчив архітектурний факультет Київського інженерно-будівельного інституту.
На 1939 рік працював архітектором павільйону Української РСР на Всесоюзній сільськогосподарській виставці. Член ВКП(б).
Під час німецько-радянської війни служив у Червоній армії. Був на інженерних посадах на Військово-автомобільній дорозі № 21 та в 140-му окремому дорожньо-експлуатаційному батальйоні.
Потім працював на відповідальних посадах у системі органів у справах будівництва та архітектури.
На 1949—1951 роки — заступник начальника Головного управління у справах архітектури при Раді міністрів Української РСР. 
У березні — жовтні 1955 року — начальник Головної інспекції — заступник начальника Головного управління у справах архітектури при Раді міністрів Української РСР. У жовтні 1955 — травні 1957 року — начальник Головної інспекції — заступник голови Державного комітету Ради міністрів Української РСР у справах будівництва і архітектури. 
До липня 1958 року — член колегії Міністерства будівництва Української РСР. 
З липня 1958 до січня 1959 року — начальник Головної державної інспекції будівельного контролю — заступник голови та член Державного комітету Ради міністрів Української РСР у справах будівництва (Держбуду УРСР).
Потім — заступник директора науково-дослідного інституту експериментального проєктування Академії будівництва і архітектури УРСР, головний архітектор Діпроміста Держбуду УРСР.
До 4 травня 1970 року — головний редактор журналу «Будівництво і архітектура».
Брав участь у створенні павільйону УРСР на ВДНГ у Москві (1939, спільно з архітектором Олексієм Тацієм), численних меморіальних дощок у Києві, пам'ятників
- Олександру Суворову в Ізмаїлі (скульптор Борис Едуардс, 1913, встановлено 1945),
- Іванові Франку в Києві (1956, скульптори Оксана Супрун, Анатолій Білостоцький),
- пам'ятник стратонавтам у Донецьку (1953, скульптори Юхим Білостоцький, Еліус Фрідман, Григорій Пивоваров),
- генералу Гурову в Донецьку (1954, скульптори Юхим Білостоцький і Еліус Фрідман),
- Володимирові Леніну в Донецьку (1967, співавтор архітектор В. Іванченко, скульптор Едвард Кунцевич) та інших.

Помер 4 травня 1970 року в Києві після тривалої і тяжкої хвороби.

## Звання
- інтендант-капітан
- інженер-капітан

## Нагороди
- орден Трудового Червоного Прапора
- орден Червоної Зірки
- орден «Знак Пошани» (16.09.1939)[1]

## Зображення

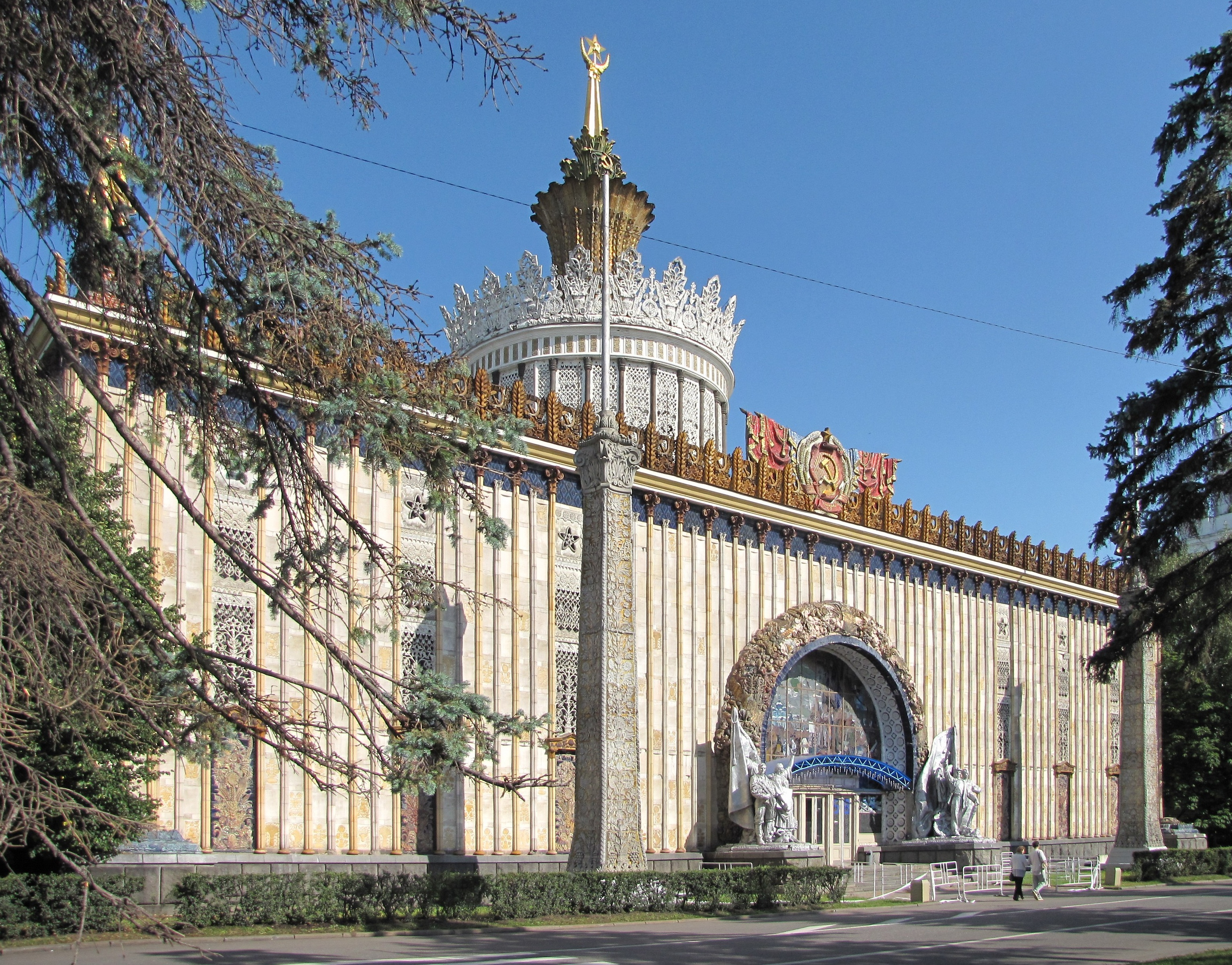
Павільйон «Україна» на ВВЦ у Москві
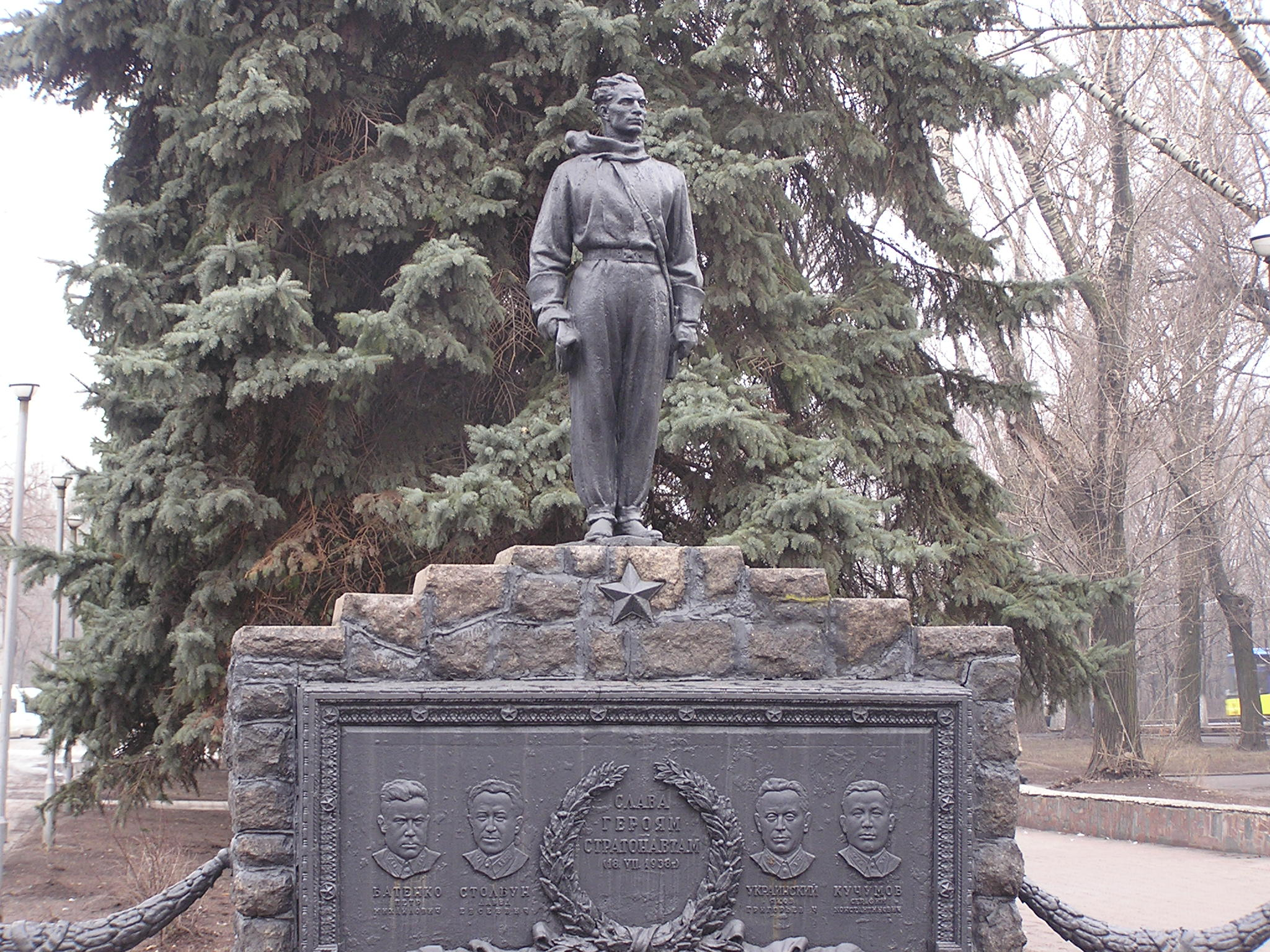
Пам'ятник стратонавтам у Донецьку
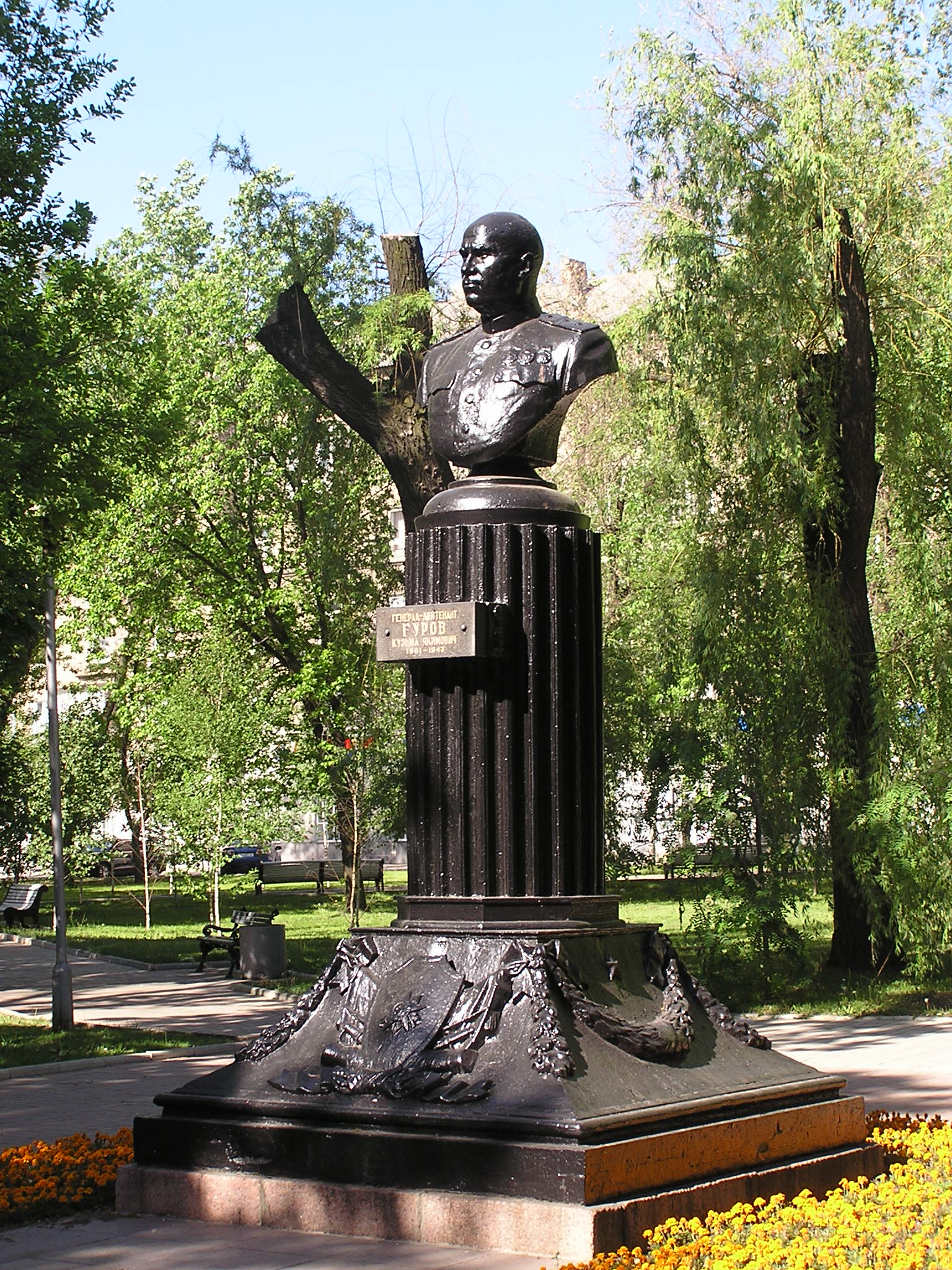
Пам'ятник Гурову